# Madagascar aux Jeux olympiques d'été de 2024
Madagascar participe aux Jeux olympiques de 2024 à Paris. Il s'agit de sa 12e participation à des Jeux olympiques d'été.
L'haltérophile Rosina Randafiarison et le pongiste Fabio Rakotoarimanana sont nommés porte-drapeau de la délégation en juillet 2024. Sept athlètes représentent le pays dans cinq disciplines.

## Nombre d’athlètes qualifiés par sport
Voici la liste des qualifiés et sélectionnés malgaches par sport (remplaçants compris) :
| Sport           | Hommes | Femmes | Total |
| --------------- | ------ | ------ | ----- |
| Athlétisme      | 1      | 1      | 2     |
| Haltérophilie   | 0      | 1      | 1     |
| Judo            | 0      | 1      | 1     |
| Natation        | 1      | 1      | 2     |
| Tennis de table | 1      | 0      | 1     |
| Total           | 3      | 4      | 7     |

## Résultats

### Athlétisme

#### Hommes
| Athlètes                | Épreuve | Premier tour (ou tour préliminaire) | Premier tour (ou tour préliminaire) | Repêchage (ou premier tour) | Repêchage (ou premier tour) | Demi-finales | Demi-finales | Finale  | Finale  |
| Athlètes                | Épreuve | Temps                               | Rang                                | Temps                       | Rang                        | Temps        | Rang         | Temps   | Rang    |
| ----------------------- | ------- | ----------------------------------- | ----------------------------------- | --------------------------- | --------------------------- | ------------ | ------------ | ------- | ------- |
| Rija Vatomanga Gardiner | 100 m   | 10 s 82 PB                          | 31e                                 | Éliminé                     | Éliminé                     | Éliminé      | Éliminé      | Éliminé | Éliminé |

#### Femmes
| Athlètes             | Épreuve     | Premier tour (ou tour préliminaire) | Premier tour (ou tour préliminaire) | Repêchage (ou premier tour) | Repêchage (ou premier tour) | Demi-finales | Demi-finales | Finale   | Finale   |
| Athlètes             | Épreuve     | Temps                               | Rang                                | Temps                       | Rang                        | Temps        | Rang         | Temps    | Rang     |
| -------------------- | ----------- | ----------------------------------- | ----------------------------------- | --------------------------- | --------------------------- | ------------ | ------------ | -------- | -------- |
| Sidonie Fiadanantsoa | 100 m haies | 12 s 92                             | 22e                                 | 13 s 12                     | 14e                         | Éliminée     | Éliminée     | Éliminée | Éliminée |

### Haltérophilie
| Athlète              | Compétition    | Arraché  | Arraché | Épaulé-jeté | Épaulé-jeté | Total  | Rang |
| Athlète              | Compétition    | Résultat | Rang    | Résultat    | Rang        | Total  | Rang |
| -------------------- | -------------- | -------- | ------- | ----------- | ----------- | ------ | ---- |
| Rosina Randafiarison | Moins de 49 kg | 80 kg    | 10e     | 100 kg      | 10e         | 180 kg | 10e  |

### Judo
| Athlète                      | Compétition    | 1er tour                    | 2e tour             | Quart de finale     | Demi-finale         | Repêchage           | Finale / CB         | Rang     |
| Athlète                      | Compétition    | Adversaire Résultat         | Adversaire Résultat | Adversaire Résultat | Adversaire Résultat | Adversaire Résultat | Adversaire Résultat | Rang     |
| ---------------------------- | -------------- | --------------------------- | ------------------- | ------------------- | ------------------- | ------------------- | ------------------- | -------- |
| Aina Laura Rasoanaivo Razafy | Moins de 70 kg | Yeats-Brown Défaite 00 - 01 | Éliminée            | Éliminée            | Éliminée            | Éliminée            | Éliminée            | Éliminée |

### Natation
| Athlète           | Épreuve   | Séries       | Séries | Demi-finales | Demi-finales | Finale  | Finale  |
| Athlète           | Épreuve   | Temps        | Rang   | Temps        | Rang         | Temps   | Rang    |
| ----------------- | --------- | ------------ | ------ | ------------ | ------------ | ------- | ------- |
| Jonathan Raharvel | 100 m dos | 1 min 5 s 20 | 33e    | Éliminé      | Éliminé      | Éliminé | Éliminé |

| Athlète         | Épreuve         | Séries  | Séries | Demi-finales | Demi-finales | Finale   | Finale   |
| Athlète         | Épreuve         | Temps   | Rang   | Temps        | Rang         | Temps    | Rang     |
| --------------- | --------------- | ------- | ------ | ------------ | ------------ | -------- | -------- |
| Antsa Rabejaona | 50 m nage libre | 27 s 12 | 39e    | Éliminée     | Éliminée     | Éliminée | Éliminée |

### Tennis de table
| Athlète(s) (n° de tête de série) | Compétition | Tour préliminaire   | 1er tour            | 2e tour             | 3e tour             | 4e tour             | Quart de finale     | Demi-finale         | Finale / MB         | Rang    |
| Athlète(s) (n° de tête de série) | Compétition | Adversaire(s) Score | Adversaire(s) Score | Adversaire(s) Score | Adversaire(s) Score | Adversaire(s) Score | Adversaire(s) Score | Adversaire(s) Score | Adversaire(s) Score | Rang    |
| -------------------------------- | ----------- | ------------------- | ------------------- | ------------------- | ------------------- | ------------------- | ------------------- | ------------------- | ------------------- | ------- |
| Fabio Rakotoarimanana (61)       | Simple      | Exempté             | Assar Défaite 1 - 4 | Éliminé             | Éliminé             | Éliminé             | Éliminé             | Éliminé             | Éliminé             | Éliminé |